# VIe législature du Parlement de La Rioja
La VIe législature du Parlement de La Rioja est un cycle parlementaire du Parlement de La Rioja, d'une durée de quatre ans, ouvert le 23 juin 2003 à la suite des élections du 25 mai précédent, et clos le 3 avril 2007.

## Bureau
| Poste                   | Titulaire              | Parti | Parti |
| ----------------------- | ---------------------- | ----- | ----- |
| Président               | José Ignacio Ceniceros |       | PP    |
| Premier vice-président  | Alberto Olarte         |       | PP    |
| Seconde vice-présidente | Antonia San Felipe     |       | PSOE  |
| Première secrétaire     | Cruz Ruiz              |       | PP    |
| Seconde secrétaire      | Francisco Rodríguez    |       | PSOE  |

## Groupes parlementaires
| Nom | Nom               | Début | Fin | Porte-parole              |
| --- | ----------------- | ----- | --- | ------------------------- |
|     | Groupe populaire  | 17    | 17  | Carlos Cuevas             |
|     | Groupe socialiste | 14    | 14  | Francisco Martínez-Aldama |
|     | Groupe mixte      | 2     | 2   | Miguel González           |

## Commissions parlementaires
| Commission                                                                 | Président                   | Parti | Parti |
| -------------------------------------------------------------------------- | --------------------------- | ----- | ----- |
| Commissions permanentes législatives                                       |                             |       |       |
| Commission des Affaires européennes et de l'Action extérieure              | María Neguerela             | PP    |       |
| Commission des Finances et de l'Emploi                                     | Alberto Olarte              | PP    |       |
| Commission du Logement, des Travaux publics et des Transports              | Amando González             | PP    |       |
| Commission de l'Éducation, de la Culture et du Sport                       | Ana González                | PP    |       |
| Commission de l'Agriculture et du Développement économique                 | José Luis Sanz              | PP    |       |
| Commission de la Santé                                                     | Esther Agustín              | PP    |       |
| Commission du Tourisme, de l'Environnement et de la Politique territoriale | Cruz Ruiz                   | PP    |       |
| Commission de la Jeunesse, de la Famille et des Services sociaux           | Juan Antonio Abad           | PP    |       |
| Commission du Budget                                                       | Jesús Urbina                | PSOE  |       |
| Commission du Budget                                                       | Luis Fernández (26/10/2005) | PP    |       |
| Commissions permanentes non-législatives                                   |                             |       |       |
| Commission du Règlement et du Statut du député                             | José Ignacio Ceniceros      | PP    |       |
| Commission institutionnelle du Développement du statut                     | José Toledo                 | PR    |       |
| Commission des Pétitions et de la Défense du citoyen                       | Alberto Olarte              | PP    |       |

## Gouvernement et opposition
| Candidat        | Date                                    | Vote       |    |      |    | Résultat |
| Candidat        | Date                                    | Vote       | PP | PSOE | PR | Résultat |
| Pedro Sanz (PP) | 27 juin 2003 (majorité absolue requise) | Oui        | 17 |      |    | 17 / 33  |
| Pedro Sanz (PP) | 27 juin 2003 (majorité absolue requise) | Non        |    | 14   |    | 14 / 33  |
| Pedro Sanz (PP) | 27 juin 2003 (majorité absolue requise) | Abstention |    |      | 2  | 2 / 33   |

## Désignations

### Sénateurs
| Parti | Parti | Sénateurs désignés | Voix |
| ----- | ----- | ------------------ | ---- |
| PP    |       | David Isasi García | 17   |

- Désignation : 17 juillet 2003.